# 山根ことみ
山根 ことみ（やまね ことみ、1998年3月9日 - ）は、日本将棋連盟所属の女流棋士。女流棋士番号は49。野田敬三七段門下。愛媛県松山市出身。新田高等学校卒。夫は将棋棋士の本田奎。

## 棋歴

### 女流プロになるまで
- 2007年、小学4年で将棋を本格的に始める。地元松山将棋センターに通い力をつけ、小学5年で文部科学大臣杯第4回小・中学校将棋団体戦で全国優勝の一員となる[3]。
- 2008年、文部科学大臣杯小学校将棋団体戦に出場し、愛媛県大会、西日本大会、全国決勝大会を勝ち抜いて優勝[4]。当時初段の実力だった山根個人は、全国決勝大会で格上に一敗したものの残りは全て勝利している[3]。第2回小学生女流将棋名人戦全国大会では四国地区代表として出場し4位[5]。
- 2009年、第3回小学生女流将棋名人戦全国大会では四国地区代表として出場し3位[6]。
- 2010年、中学1年で、全国中学生選抜将棋選手権大会女子の部で北村桂香・長谷川優貴を降し優勝[7]。文部科学大臣杯中学校将棋団体戦準優勝[8]。クラブカップ将棋対抗戦チーム対抗戦ユースの部優勝[9]。
- 2011年、全国中学生選抜将棋選手権大会女子の部で和田あきなどを降し2連覇[10]。文部科学大臣杯中学校将棋団体戦準優勝[11]。
- 2012年、全国中学生選抜将棋選手権大会女子の部で3連覇を目指すも準優勝[12]。文部科学大臣杯中学校将棋団体戦準優勝[13]。
- 2013年1月、関西研修会にC2入会[14]。
- 2013年5月18日、第3期リコー杯女流王座戦で2次予選進出[15]。
- 2013年8月にC1に昇級し、9月8日に規定対局数を達成して女流3級資格を取得[14]。資格申請を以って10月1日付での女流3級が内定した[1]。
- 2013年9月23日、第18回こども将棋団体戦準優勝[16]。

### 女流プロ入り後
- 2013年10月1日付で、連盟関西本部所属の女流3級となる。
- 2014年2月4日、女流3級として初の対局となる第41期女流名人戦で鹿野圭生を降し、デビューを白星で飾る。
- 2014年5月24日、第4期リコー杯女流王座戦一次予選1回戦で大庭美樹を、決勝で高群佐知子を降す。1年間で参加公式棋戦数と同数の勝星を得、女流2級に昇級を果たし、正式に女流プロとなった[17]（当時の女流公式戦数は6で、昇段時点では4棋戦しか参加していないが、6勝を挙げたため前述条件を満たすことが確定した同日付で昇級）。
- 6月16日の女流王座戦二次予選決勝では、勝てば女流1級昇級となる一局で矢内理絵子に敗れ昇級を逃す。
- 6月26日、第22期倉敷藤花戦で北村桂香を降し、女流棋士昇段規定の女流1級の条件である倉敷藤花戦ベスト8を満たし、女流1級に昇級を果たす[18]。
- 7月30日、倉敷藤花戦準々決勝で村田智穂に敗れ、一気に女流初段昇段は果たせなかった。
- 11月18日、第7期マイナビ女子オープン本戦2回戦で矢内理絵子と対局。これに敗れ女流初段昇段を逃す。
- 2015年4月1日、女流初段への昇段条件「年度指し分け以上（7勝以上）」を10勝6敗で満たし、女流初段に昇段[19]。
- 2018年6月より所属を関西から関東に移した[20]。
- 第5回YAMADA女流チャレンジ杯でベスト4に勝ち上がり、2019年8月18日に公開対局で行われた準決勝で渡辺弥生に、決勝で伊奈川愛菓に勝利して優勝[21]。
- 2021年、第32期女流王位戦紅組で4勝1敗の成績を挙げ、挑戦者決定戦に進出。白組から挑戦者決定戦に進出した伊藤沙恵に勝利し、里見香奈女流王位へのタイトル挑戦権を獲得。五番勝負の結果は0勝3敗のストレート負けに終わった。
- 2023年11月、女流三段に昇段[22]。

## 棋風
アマチュア時代からプロになって数年の間は四間飛車一本の振り飛車党であったが、その後雁木など居飛車も採用するようになった。

## 人物
- 2023年4月22日に将棋棋士の本田奎と入籍した[24]。入籍後も山根のままで活動する[2]。

## 昇段履歴
（※昇段級時の通算成績の出典: ）
研修会（関西研修会）
- 2013年01月00日：関西研修会C2クラスに編入
- 2013年08月00日：関西研修会C1クラスに昇級
- 2013年09月00日：規定対局数を満たし、女流3級資格

女流棋士
- 2013年10月01日：女流3級[1]
- 2014年05月24日：女流2級（1年間の参加公式棋戦数と同数の勝星[注 1]=6勝、女流通算6勝2敗）= プロ入り
00000000年月日 - ／第4期女流王座戦 一次予選 高群佐知子女流三段
- 2014年06月26日：女流1級（倉敷藤花戦ベスト8、女流通算7勝3敗）[18]
00000000年月日 - ／第22期倉敷藤花戦 北村桂香女流1級戦
- 2015年04月01日：女流初段（年度指し分け以上=7勝以上／2014年度10勝6敗、女流通算12勝7敗）[19][27]
- 2019年10月23日：女流二段（勝数規定／女流初段昇段後60勝、女流通算72勝56敗）[28]
00000000年月日 - ／第2期清麗戦 予選 上川香織女流二段戦
- 2023年11月24日：女流三段（勝数規定／女流二段昇段後100勝、女流通算172勝110敗）[22][29]
00000000年月日 - ／第50期女流名人戦 リーグ戦 香川愛生女流四段戦

## 主な成績

### タイトル履歴
タイトル戦登場
- 女流王位 - 2021年(第32期)

登場回数 1回（タイトル獲得：なし）

### 棋戦優勝
- 2019年 第5回YAMADA女流チャレンジ杯 優勝
- 2019年 第13回白瀧あゆみ杯争奪戦（非公式戦）優勝

### 将棋大賞
- 第48回将棋大賞（2020年度）：優秀女流棋士賞[30]

### 年度別成績
| 年度             | 対局数 | 勝数 | 負数 | 勝率   | (出典) | 女流通算成績 | 女流通算成績 | 女流通算成績 | 女流通算成績 | 女流通算成績 |
| ---------------- | ------ | ---- | ---- | ------ | ------ | ------------ | ------------ | ------------ | ------------ | ------------ |
| 2013年度         | 3      | 2    | 1    | 0.6666 | [ 31 ] | 対局数       | 勝数         | 負数         | 勝率         | (出典)       |
| 2014年度         | 16     | 10   | 6    | 0.6250 | [ 32 ] | 19           | 12           | 7            |              |              |
| 2015年度         | 14     | 7    | 7    | 0.5000 | [ 33 ] | 33           | 19           | 14           |              |              |
| 2016年度         | 22     | 14   | 8    | 0.6363 | [ 34 ] | 55           | 33           | 22           |              |              |
| 2017年度         | 20     | 10   | 10   | 0.5000 | [ 35 ] | 75           | 43           | 32           |              |              |
| 2018年度         | 33     | 17   | 16   | 0.5151 | [ 36 ] | 108          | 60           | 48           |              |              |
| 2019年度         | 31     | 18   | 13   | 0.5806 | [ 37 ] | 139          | 78           | 61           |              |              |
| 2020年度         | 42     | 31   | 11   | 0.7380 | [ 38 ] | 181          | 109          | 72           | 0.6022       |              |
| (小計)           | 181    | 109  | 72   | 0.6022 |        | 女流通算成績 | 女流通算成績 | 女流通算成績 | 女流通算成績 | 女流通算成績 |
| 年度             | 対局数 | 勝数 | 負数 | 勝率   | (出典) | 対局数       | 勝数         | 負数         | 勝率         | (出典)       |
| 2021年度         | 40     | 25   | 15   | 0.6250 | [ 39 ] | 221          | 134          | 87           | 0.6063       | [ 40 ]       |
| 2022年度         | 38     | 25   | 13   | 0.6578 | [ 41 ] | 259          | 159          | 100          | 0.6138       | [ 42 ]       |
| 2023年度         | 36     | 19   | 17   | 0.5277 | [ 43 ] | 295          | 178          | 117          | 0.6033       | [ 44 ]       |
| 2024年度         | 47     | 30   | 17   | 0.6382 | [ 45 ] | 342          | 208          | 134          | 0.6081       | [ 46 ]       |
| (小計) 2021-2024 | 161    | 99   | 62   |        |        |              |              |              |              |              |
| 通算             | 342    | 208  | 134  | 0.6081 | [ 46 ] |              |              |              |              |              |
| 2024年度まで     |        |      |      |        |        |              |              |              |              |              |

| 年度         | 対局数 | 勝数 | 負数 | 勝率   | (出典) | 通算成績 | 通算成績 | 通算成績 | 通算成績 | 通算成績 |
| ------------ | ------ | ---- | ---- | ------ | ------ | -------- | -------- | -------- | -------- | -------- |
| 2021年度     | 3      | 0    | 3    | 0.0000 | [ 47 ] | 対局数   | 勝数     | 負数     | 勝率     | (出典)   |
| 2022年度     | 0      | 0    | 0    | -.---- | [ 48 ] | 3        | 0        | 3        | 0.0000   | [ 42 ]   |
| 2023年度     | 2      | 1    | 1    | 0.5000 | [ 49 ] | 5        | 1        | 4        | 0.2000   | [ 44 ]   |
| 2024年度     | 2      | 0    | 2    | 0.0000 | [ 50 ] | 7        | 1        | 6        | 0.1428   | [ 46 ]   |
| 通算         | 7      | 1    | 6    | 0.1428 | [ 46 ] |          |          |          |          |          |
| 2024年度まで |        |      |      |        |        |          |          |          |          |          |

## テレビ
- 将棋フォーカス（NHK Eテレ、2024年4月 - 2025年9月）番組内将棋講座聞き手